# Víktor Pepeliáyev
Víktor Nikoláyevich Pepeliáyev (en ruso: Виктор Николаевич Пепеляев, 27 de diciembre de 1884jul./ 8 de enero de 1885greg.-7 de febrero de 1920) fue un político ruso asociado con el movimiento menchevique. Hermano de Anatoli Pepeliáyev.
Víktor nació en Narym, óblast de Tomsk, Siberia, siendo su padre teniente general del Ejército Imperial Ruso. Después de graduarse de la universidad local en 1909, Pepeliáyev enseñó historia en una escuela de niñas en Biysk. Ingresó en el Partido Democrático Constitucional (K.D.) y fue elegido miembro de la Duma Imperial de Rusia en 1912.
El 15 de enero de 1914, Pepeliáyev pronunció un discurso polémico, instando a la educación para los pueblos indígenas de Siberia en su lengua materna, en lugar del ruso. Fue acusado de separatismo siberiano y tuvo varios enfrentamientos con los nacionalistas rusos. Tras la Revolución de Febrero fue detenido por los marineros de Kronstadt y pasó dos semanas en una celda de la prisión.
Durante la guerra civil rusa Pepeliáyev prestó su apoyo al movimiento blanco y ejerció una serie de cargos en el gobierno siberiano de Aleksandr Kolchak, incluidos los de jefe de la policía, ministro del Interior y primer ministro. Fue el único ministro fiel a Kolchak hasta el final. En este papel, fue uno de los máximos ejecutores del Terror Blanco. Ambos fueron ejecutados por los bolcheviques cerca de Irkutsk, en febrero de 1920.
Había afirmado: 

Para todos los que conocían la madre Patria, son claros tres principios básicos, orientando su carácter: fuerte voluntad, perseverancia en la aplicación de sus decisiones, y profundo patriotismo sincero. Creo firmemente que la lucha armada contra la mano de los bolcheviques es la única manera de revivir el antiguo poder de Rusia y la creación de un gobierno democrático de Rusia.